# Grigorowitsch I-2
Die Grigorowitsch I-2 (russisch Григорович И–2) war ein sowjetisches einmotoriges Doppeldecker-Jagdflugzeug und in dieser Eigenschaft der erste im eigenen Land entwickelte Typ, der in Serie gebaut und in den Bestand der sowjetischen Luftstreitkräfte übernommen wurde.

## Geschichte
Dimitri Grigorowitsch entwickelte aufgrund einer Ausschreibung des sowjetischen Verteidigungsministeriums von 1921 einen als Grigorowitsch I-1 (nicht zu verwechseln mit der I-1 von Polikarpow) bezeichneten Doppeldecker mit einem amerikanischen Liberty-L-12-Motor. Bei der Flugerprobung im Jahre 1924 stellten sich Probleme mit der Triebwerkskühlung ein, außerdem ließen die Steigleistung und die Flugstabilität zu wünschen übrig.
Grigorowitsch stellte daraufhin die Arbeiten an diesem Typ ein, benutzte ihn aber als Vorlage für die verbesserte I-2 (für Istrebitel (Истребитель), Jagdflugzeug), die ein verändertes Tragwerk sowie eine auf bessere Kühlung ausgerichtete Triebwerksverkleidung erhielt. Testpilot A. I. Schukow begann im September 1924 die Flugerprobung und ein Jahr später wurden die ersten Serienmaschinen ausgeliefert.
Das Modell wies einige Schwachpunkte auf, zum einen war es schwer aus dem Trudeln herauszubringen und zum anderen bemängelten die Piloten die drangvolle Enge in der Kabine und die schlechte Sicht.
Die daraufhin noch einmal überarbeitete Maschine erhielt die Bezeichnung I-2bis und wurde vom 27. Juli bis 10. August sowie vom 14. bis 18. Dezember durch W. L. Alexandrow und W. W. Kalinin erprobt. 1926 lief die Produktion an. Bis 1929 wurden von dem Typ 211 Stück gebaut, 164 im Werk GAS Nr. 1 und 47 im GAS Werk Nr. 3 Krasni Lotschik („Roter Flieger“).
Im Sommer 1928 versuchte man durch Einbau eines stärkeren Triebwerks die Geschwindigkeit heraufzusetzen, gab diese Bemühungen aber bald auf.

## Technische Daten
| Kenngröße             | Daten                                           |
| --------------------- | ----------------------------------------------- |
| Konstrukteur          | Dimitri Grigorowitsch                           |
| Besatzung             | 1                                               |
| Länge                 | 7,52 m                                          |
| Flügelspannweite      | 10,80 m                                         |
| Höhe                  | 2,90 m                                          |
| Flügelfläche          | 23,50 m²                                        |
| Leermasse             | 1149 kg                                         |
| Startmasse            | 1575 kg                                         |
| Triebwerk             | wassergekühlter 12-Zylinder-V-Motor M-5         |
| Leistung              | 294 kW (400 PS)                                 |
| Höchstgeschwindigkeit | 235 km/h in Bodennähe                           |
| Steigzeit             | 2,4 min auf 1000 m Höhe 9,6 min auf 3000 m Höhe |
| Dienstgipfelhöhe      | 5340 m                                          |
| Reichweite            | 600 km                                          |
| Flugdauer             | 2,5 h                                           |
| Startrollstrecke      | 160 m                                           |
| Landerollstrecke      | 210 m                                           |
| Bewaffnung            | zwei 7,62-mm-MG PW-1 im Rumpf                   |